# Ataf Abdelradi
Afaf Abdel Radi Mohamed (arab. عفاف عبدالراضي محمد مصطفى; ur. 25 lipca 1991) – egipska zapaśniczka walcząca w stylu wolnym. Zdobyła brązowy medal na mistrzostwach Afryki w 2011 roku.